# Високе-Татри
Високе-Татри (словац. Vysoké Tatry) — город в северной Словакии, лежащий в Высоких Татрах. Популярный горнолыжный курорт. Здесь расположен единственный в Словакии действующий фуникулёр.
Население — около 4 тысяч человек. Город Високе-Татри имеет наибольшую площадь среди словацких городов.
В 1935 и 1970 годах в городе прошли чемпионаты мира по лыжным видам спорта.

## История
Високе-Татри возникли в 1947 году объединением нескольких городков.

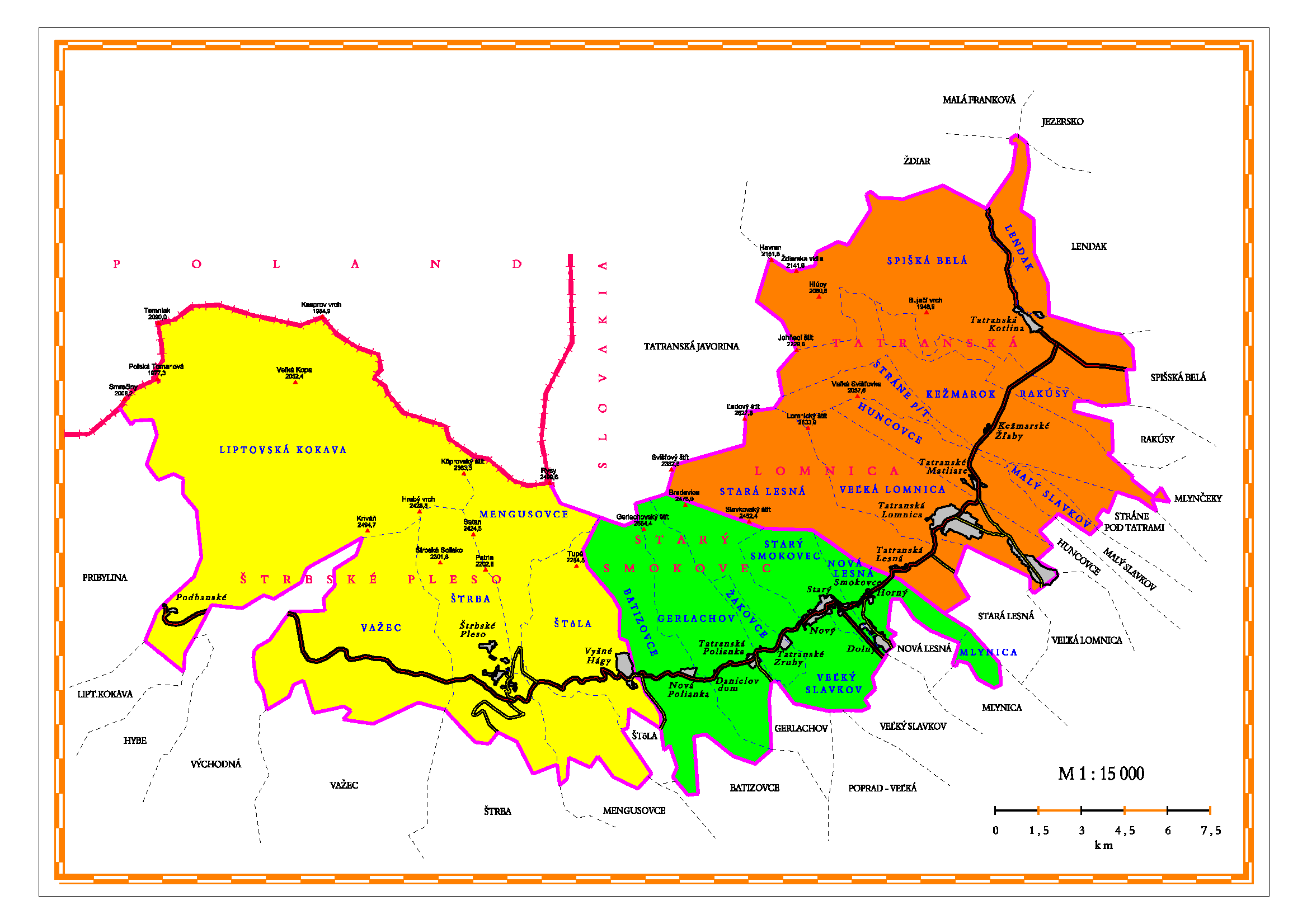
Границы старых населённых пунктов, объединённых позднее в Високе-Татри

В настоящее время Високе-Татри делятся на три части (кадастровые районы), включающие в себя 15 населённых пунктов:
- Штрбске-Плесо
  - Штрбске-Плесо
  - Вышне-Гаги
  - Подбанске
- Стары-Смоковец
  - Горны-Смоковец
  - Долны-Смоковец
  - Новы-Смоковец
  - Стары-Смоковец
  - Татранска-Польянка
  - Татранске-Зрубы
  - Нова-Польянка
- Татранска-Ломница
  - Татранска-Ломница
  - Татранска-Котлина
  - Татранска-Лесна
  - Кежмарске-Жлябы
  - Татранске-Матльяре

Специализация города — горнолыжный спорт, высокогорный туризм, санаторное лечение.

## Население
| Год:                | 1994 | 2004     | 2014     | 2024    |
| ------------------- | ---- | -------- | -------- | ------- |
| Количество человек: | 5669 | 4953     | 4113     | 3770    |
| Разница:            |      | −12,63 % | −16,95 % | −8,33 % |

## Достопримечательности
- Музей Татранского Народного Заповедника
- Высокие Татры